# Claudia Mariani
Claudia Mariani (Cesena, 8 marzo 1983) è un'ex calciatrice italiana, di ruolo attaccante.

## Carriera
Dopo aver fatto parte dell'organico del Dinamo Ravenna, nel 2010, a seguito della fusione con il Cervia, entra nella rosa del Riviera di Romagna sempre iscritta al Campionato di Serie A2 femminile. Con la nuova squadra riesce a contribuire alla promozione, al termine della stagione 2010-2011, in Serie A, massimo livello del campionato italiano femminile di calcio, dove fa il suo debutto alla 2ª giornata della stagione 2011-2012 e ottiene la sua prima marcatura nella partita vinta sulla Lazio per 1-0 il 26 novembre 2011, alla 7ª di campionato.
Dopo un anno di stop si accorda con il San Zaccaria, società di Ravenna che milita nel girone C della ricostituita Serie B, con la cui maglia conquista nel giro di due anni la promozione in massima serie.
Tuttavia durante il calciomercato estivo trova un accordo con il Chieti continuando la sua attività in cadetteria. Al suo primo anno con la società abruzzese si conferma tra le giocatrici più prolifiche del campionato andando a segno 25 volte su 26 partite, mentre al secondo è tra le artefici della conquista del primo posto in Serie B 2015-2016 e della storica promozione in Serie A della società abruzzese. Al termine della stagione 2016-2017 conclude la sua attività agonistica non riuscendo assieme alle compagne ad evitare la retrocessione. Dall'estate 2017 è entrata nello staff dirigenziale del San Zaccaria.

## Palmarès

### Club
- Campionato italiano di Serie A2: 1

Riviera di Romagna: 2010-2011
- Campionato italiano di Serie B: 2

San Zaccaria: 2013-2014
Chieti: 2015-2016